# Kalvträskloppet
Kalvträskloppet är en svensk tidigare skidtävling. Detta långlopp på 60 kilometer arrangerades åren 1954–2004, med start i Kalvträsk och mål i Burträsk. När loppet startades i mitten av 1950-talet marknadsfördes det som "Västerbottens vasalopp".

## Historik
Loppet, som avgjordes i en öppen klass, löptes från Kalvträskets is till Burträsk samhälle. Initiativtagare till tävlingen var Arne Arvbring, dåvarande lokalredaktör i Burträsk för tidningen Norra Västerbotten. Namnet på loppet påminde om bygdens historiska klenod Kalvträskskidan, vilken omnämnts som världens äldsta bevarade skida.
De tre första åren var Skellefteå skidklubb tävlingsarrangör. Därefter avbröt klubben sitt arrangörskap, och de båda orterna Kalvträsk och Burträsk avböjde en propå från tidningen Norra Västerbotten om ensamt arrangörskap.

### Utveckling
Vid den första tävlingsupplagan 1954 fullföljde 85 skidlöpare. Ungefär 5000 åskådare stod längs spåret eller vid målgången. I likhet med Vasaloppet behängdes loppets segrare med en segerkrans, i det här fallet av "kransstintan" Gunhild Grubbström från Norsjö.
Kalvträskloppet genomförs traditionellt i klassisk stil, men i början av 1980-talet tilläts under ett par års tid fri stil. Då kom också den snabbaste segrartiden av alla tävlingsupplagor, då Skellefteås Stellan Granlund tog 2.40.26 för att i medvind och på skare ta sig i mål. Den långsammaste segrartiden kom 1960, då Lyckseles Åke Karlsson behövde 4.15.08 för samma sträcka, i nollgradigt skidföre. Den allra mest tidskrävande skidåkningen genomfördes 1959 av Ingegerd Fredriksson-Nilsson från Burträsk; hon noterades för 8.35.25 i mål.
1995 års segrare Sven-Erik Danielsson är den ende som lyckats vinna Vasaloppet och Kalvträskloppet samma år.
Den sista tävlingsupplagan hittills var den 2004, varefter arrangemanget legat i malpåse. Dessförinnan hade arrangerandet av Kalvträskloppet legat nere åren kring millennieskiftet, varefter det återstartades 2003. Vid 2003 års omstart handlade det om ett motionslopp utan tävlingsklasser, och arrangörerna hoppades att ett hundratal skidåkare skulle genomföra de sex mil långa loppet.

### Antal deltagare, inställda lopp
Antalet fullföljande åkare har genom åren varierat, från premiärårets 85, de 129 åkarna 1959 och 1963 års 216 skidlöpare. Flest fullföljande nåddes 1969, då 445 av 494 anmälda tog sig i mål. 1994 startade 178 åkare, varav 147 nådde målet.
Listan med de skidåkare som fullföljt flest lopp toppades 1995 av Gösta Roslund från Boliden (37 lopp), före Umeås Bertil Lindberg (35 lopp).
Fram till och med 1995 genomfördes 39 lopp, avräknat de tre upplagor som fått ställas in. 1972 krockade det tilltänkta arrangemanget med Svenska Skidspelen den andra helgen i mars. 1986 drabbades Västerbotten av ett snöoväder, vilket fällde träd och gjorde vägarna i området ofarbara. 1992 ställde man in på grund av snöbrist.

### Klasser
Till en början tävlade alla åkarna i en och samma klass. 1965 infördes dock en oldboysklass, 1968 ytterligare en dito samt en turistklass och ett 25 km-lopp för damer. Juniorloppet Lilla Kalvträskloppet arrangerades bland annat 1956, 1957 och från 1969. 1988 lanserades "Kalvdansen", en stafettävling som parallellt med det ordinarie loppet kördes från Kalvträsk till Burträsk med fem delsträckor.

## Segrare (urval)
Nedan listas ett antal segrare från Kalvträskloppets 50-åriga historia:

### 1950-talet
- 1954 – Georg Westerlund, Anundsjö IF
- 1955 – James Varg, Skellefteå SK
- 1956 – Sten Bergqvist, Norsjö IF
- 1957 – John Sundkvist, Kalix
- 1958 – John Sundkvist, Kalix
- 1959 – Augustin Nilsson, Skellefteå SK[5]

### 1960-talet
- 1960 – Åke Karlsson, Lycksele IF
- 1961 – Åke Stenqvist, Oxbergs IF
- 1962 – Lennart "Lill-Järven" Larsson, SK Järven, (Jörn)
- 1963 – Assar Rönnlund, IFK Umeå
- 1964 – Sture Grahn, Lycksele IF
- 1965 – Melcher Risberg, Hammerdals IF
- 1966 – Lennart "Lill-Järven" Larsson, IFK Umeå
- 1967 – Kari Engström, Högbo GIF
- 1968 – Magne Myrmo, Norge
- 1969 – Magne Myrmo, Norge

### 1970-talet
- 1970 – Ove Åström, Skellefteå SK
- 1971 – Ove Lestander, Bergnäsets AIK
- 1972 – inställt
- 1973 – Ove Lestander, Bergnäsets AIK
- 1974 – Ove Lestander, Bergnäsets AIK
- 1975 – Erik Wäppling, IFK Umeå
- 1976 – Erik Wäppling, IFK Umeå
- 1977 – Matti Kousko, Högbo GIF
- 1978 – Kalle Johansson, SK Björnen
- 1979 – Christer Johansson, Modo AIK

### 1980-talet
- 1980 – Sven-Åke Lundbäck, Bergnäsets AIK
- 1981 – Stellan Granlund, Skellefteå
- 1982 – Stellan Granlund, Skellefteå
- 1983 – Örjan Blomquist, Lidingö
- 1985 – Anders Bodin, Åsarna
- 1988 – Hans Persson, Åsarna
- 1989 – Bengt Hassis, Orsa

### 1990-talet
- 1990 – Erik Hansson, Gillberga
- 1993 – Ulf Karlsson, Infjärden
- 1995 – Sven-Erik Danielsson, Dala-Järna IK